# Novîi Sad, Simferopol
Novîi Sad (în ucraineană Новий Сад) este un sat în așezarea urbană Hvardiiske din raionul Simferopol, Republica Autonomă Crimeea, Ucraina.

## Demografie
Componența lingvistică a localității Novîi Sad
     Rusă (94,56%)
     Ucraineană (5,24%)
Conform recensământului din 2001, majoritatea populației localității Novîi Sad era vorbitoare de rusă (94,56%), existând în minoritate și vorbitori de ucraineană (5,24%).